# STAR BOX (BARBEE BOYSのアルバム)
『STAR BOX』（スター・ボックス）は、日本のロックバンドであるBARBEE BOYSのベスト・アルバム。1999年1月30日にEpic Recordsから発売された。

## 構成
1999年にソニー・ミュージックエンタテインメントがリリースされたベスト・アルバムシリーズである『STAR BOX』のひとつとして、限定で発表された。ライナーノーツには、佐川秀文による寄稿が掲載されている。

## 収録曲
| 全作詞・作曲: いまみちともたか（#10のみ作詞: いまみちともたか・杏子）、全編曲: BARBEE BOYS。 |                          |                                                            |                                                            |      |
| #                                                                                            | タイトル                 | 作詞                                                       | 作曲・編曲                                                 | 時間 |
| 1.                                                                                           | 「離れろよ」             | いまみちともたか （#10のみ作詞: いまみちともたか・ 杏子 ） | いまみちともたか （#10のみ作詞: いまみちともたか・ 杏子 ） | 3:39 |
| 2.                                                                                           | 「さぁ どうしよう」      | いまみちともたか （#10のみ作詞: いまみちともたか・ 杏子 ） | いまみちともたか （#10のみ作詞: いまみちともたか・ 杏子 ） | 2:42 |
| 3.                                                                                           | 「女ぎつねon the Run」   | いまみちともたか （#10のみ作詞: いまみちともたか・ 杏子 ） | いまみちともたか （#10のみ作詞: いまみちともたか・ 杏子 ） | 5:53 |
| 4.                                                                                           | 「暗闇でDANCE」          | いまみちともたか （#10のみ作詞: いまみちともたか・ 杏子 ） | いまみちともたか （#10のみ作詞: いまみちともたか・ 杏子 ） | 3:04 |
| 5.                                                                                           | 「なんだったんだ?7DAYS」 | いまみちともたか （#10のみ作詞: いまみちともたか・ 杏子 ） | いまみちともたか （#10のみ作詞: いまみちともたか・ 杏子 ） | 3:45 |
| 6.                                                                                           | 「でも!?しょうがない」   | いまみちともたか （#10のみ作詞: いまみちともたか・ 杏子 ） | いまみちともたか （#10のみ作詞: いまみちともたか・ 杏子 ） | 4:23 |
| 7.                                                                                           | 「ダメージ」             | いまみちともたか （#10のみ作詞: いまみちともたか・ 杏子 ） | いまみちともたか （#10のみ作詞: いまみちともたか・ 杏子 ） | 4:01 |
| 8.                                                                                           | 「chibi」                | いまみちともたか （#10のみ作詞: いまみちともたか・ 杏子 ） | いまみちともたか （#10のみ作詞: いまみちともたか・ 杏子 ） | 4:08 |
| 9.                                                                                           | 「C'm'on Let's Go!」     | いまみちともたか （#10のみ作詞: いまみちともたか・ 杏子 ） | いまみちともたか （#10のみ作詞: いまみちともたか・ 杏子 ） | 2:50 |
| 10.                                                                                          | 「ショート寸前」         | いまみちともたか （#10のみ作詞: いまみちともたか・ 杏子 ） | いまみちともたか （#10のみ作詞: いまみちともたか・ 杏子 ） | 4:05 |
| 11.                                                                                          | 「STOP!」                | いまみちともたか （#10のみ作詞: いまみちともたか・ 杏子 ） | いまみちともたか （#10のみ作詞: いまみちともたか・ 杏子 ） | 3:35 |
| 12.                                                                                          | 「はやまったらイヤだぜ」 | いまみちともたか （#10のみ作詞: いまみちともたか・ 杏子 ） | いまみちともたか （#10のみ作詞: いまみちともたか・ 杏子 ） | 4:30 |
| 13.                                                                                          | 「負けるもんか」         | いまみちともたか （#10のみ作詞: いまみちともたか・ 杏子 ） | いまみちともたか （#10のみ作詞: いまみちともたか・ 杏子 ） | 3:09 |
| 14.                                                                                          | 「打ち上げ花火」         | いまみちともたか （#10のみ作詞: いまみちともたか・ 杏子 ） | いまみちともたか （#10のみ作詞: いまみちともたか・ 杏子 ） | 5:07 |
| 15.                                                                                          | 「ナイーヴ」             | いまみちともたか （#10のみ作詞: いまみちともたか・ 杏子 ） | いまみちともたか （#10のみ作詞: いまみちともたか・ 杏子 ） | 5:01 |
| 合計時間:                                                                                    | 合計時間:                | 59:52                                                      |                                                            |      |